# Bendis umbrifera
Bendis umbrifera är en fjärilsart som beskrevs av George Francis Hampson 1926. Bendis umbrifera ingår i släktet Bendis och familjen nattflyn. Inga underarter finns listade i Catalogue of Life.